# Edith Schlüssel
Edith Schlüssel (11 febbraio 1899 – 14 settembre 1981) è stata una montatrice cinematografica danese.

## Biografia
Schlüssel ha iniziato la carriera con il fotografo Peter Elfelt, occupandosi di attualità. È poi passata alla Nordisk Film ed infine alla Palladium. Attiva come montatrice dal 1934 al 1972, ha spesso lavorato coi registi Sven Methling, Johan Jacobsen e Carl Theodor Dreyer, degli ultimi tre film del quale ha curato il montaggio.
Edith Schlüssel aveva l'hobby del canto, era una cattolica praticante, e non si è sposata.

## Filmografia
(montaggio, salvo dove altrimenti indicato)
- Professor Petersens Plejebørn, (sincronizzazione), regia di Lau Lauritzen Sr. (1924)
- Dødsbokseren, (sincronizzazione), regia di Lau Lauritzen Sr. (1926)
- Vester-vov-vov, (sincronizzazione), regia di Lau Lauritzen Sr. (1927)
- Ud i den kolde sne, di Lau Lauritzen Jr. e Alice O'Fredericks (1934)
- Week-end, di Lau Lauritzen Jr. e Alice O'Fredericks (1935)
- Kidnapped, di Lau Lauritzen Jr. e Alice O'Fredericks (1935)
- Panserbasse, di Lau Lauritzen Jr. e Alice O'Fredericks (1936)
- Snushanerne, di Lau Lauritzen Jr. e Alice O'Fredericks (1936)
- Sommerglæder, di Svend Methling (1940)
- Vagabonden, di Arne Weel (1940)
- En forbryder, di Arne Weel (1941)
- Peter Andersen, di Svend Methling (1941)
- Tak fordi du kom, Nick, di Svend Methling (1941)
- Tante Cramers testamente, di Arne Weel (1941)
- Wienerbarnet, di Arne Weel (1941)
- Baby på eventyr, di Johan Jacobsen (1942)
- Ballade i Nyhavn, di Johan Jacobsen (1942)
- Et skud før midnat, di Arne Weel (1942)
- Naar bønder elsker, di Arne Weel (1942)
- Natekspressen P903, di Svend Methling (1942)
- Regnen holdt op, di Svend Methling (1942)
- Ta' briller på, di Arne Weel (1942)
- Vi kunde ha' det saa rart, di Christen Jul e Mogens Skot-Hansen (1942)
- Dies irae (Vredens dag) di Carl Theodor Dreyer (1943)
- Erik Ejegods pilgrimsfærd, di Svend Methling (1943)
- Mine kære koner, di Johan Jacobsen (1943)
- Møllen, di Arne Weel (1943)
- Som du vil ha' mig, di Johan Jacobsen (1943)
- Det kære København, di Svend Methling (1944)
- De tre skolekammerater, di Johan Jacobsen e Arne Weel (1944)
- Det store ansvar, di Svend Methling (1944)
- Familien Gelinde, di Svend Methling (1944)
- Otte akkorder, di Johan Jacobsen (1944)

- Danmark i Lænker, di Svend Methling (1945)
- Det usynlige hær, di Johan Jacobsen (1945)
- I gaar og i morgen, di Christen Jul e Søren Melson (1947)
- Mens sagføreren sover, di Johan Jacobsen (1945)
- Andersen – L'acciarino magico (Fyrtøjet), di Svend Methling (1946)
- Billet mrk., di John Price (1946)
- Brevet fra afdøde, di Johan Jacobsen (1946)
- Far betaler, di Johan Jakobsen (1946)
- Hatten er sat, di John Price (1947)
- Lykke på rejsen, di Christen Jul (1947)
- My Name Is Petersen, di Christen Jul (1947)
- Calle og Palle, di Rolf Husberg (1948)
- Hvor er far?, di Charles Tharnæs (1948)
- Den stjaalne minister, di Emanuel Gregers (1949)
- Det gælder os alle, di Alice O'Fredericks (1949)
- Lejghiled til leje, di Emanuel Gregers (1949)
- Din fortid er glemt, di Charles Tharnæs (1949)
- I gabestokken, di Jon Iversen e Alice O'Fredericks (1950)
- Lyn-fotografen, di Mogens Fønss (1950)
- Smedestræde 4, di Arne Weel (1950)
- Dorte, di Jon Iversen (1951)
- Hold fingrene fra mor, di Jon Iversen (1951)
- Vores fjerde far, di Jon Iversen (1951)
- Avismanden, di Jon Iversen (1952)
- Her er vi igen (1952)
- Kærlighedsdoktoren, di Asbjørn Andersen (1952)
- Ta' Pelle med, di Jon Iversen (1952)
- Hejrenæs, di Svend Methling (1953)
- Det gælder livet, di Jon Iversen (1953)
- Min søn Peter, di Jon Iversen (1953)
- Et eventyr om tre, di Svend Methling (1954)
- Glade dagen (sincronizzatore) (1954)
- Sukceskomponisten, di Peer Guldbrandsen (1954)
- En straffesag, cortometraggio, di Eric Fiehn (1955)
- Flugten til Danmark, di George Coogan e Jackie Coogan (1955)
- Fy og Bi på eventyr (1955)
- Gengæld, di Peer Guldbrandsen (1955)
- Ild og jord, di Kai Wilton (1955)

- Mod og mandsjerte, di Peer Guldbrandsen (1955)
- Ordet – La parola (Ordet), di Carl Theodor Dreyer (1955)
- Tre finder en kro, di Jon Iversen (1955)
- Den kloge mand, di Jon Iversen (1956)
- Fuld af fiduser (1956)
- Tante Tut fra Paris, di Peer Guldbrandsen (1956)
- Vi som går stjernevejen, di Johan Jacobsen (1956)
- Amor i telefonen, di Peer Guldbrandsen (1957)
- Der var engang en gade, di Peer Guldbrandsen (1957)
- Lutter løjer, (1957)
- Natlogi betalt, regia di Anker Sørensen e Johannes Allen (1957)
- Sønnen fra Amerika, di Jon Iversen (1957)
- Der Mann, der nicht nein sagen konnte, di Kurt Früh (1958)
- Det lille hotel, di Jon Iversen (1958)
- Mor skal giftes, regia di Jon Iversen (1958)
- Soldaterkammerater rykker ud, di Svend Methling (1958)
- La maschera che uccide (Der Frosch mit der Maske) (assistente di regia), di Harald Reinl (1959)
- Tre må man være, di Svend Methling (1959)
- Eventyrrejsen, di Ole Berggreen (1960)
- Gymnasiepigen, di Johannes Allen (1960)
- Gertrud, di Carl Theodor Dreyer (1964)
- Flagermusen (assistente alla regia) di Annelise Meineche (1966)
- La prima volta… (Sytten) di Annelise Meineche (1965)
- Soyas tagsten (ruolo tecnico non specificato) di Annelise Meineche (1966)
- Far laver sovsen, (assistente di regia), di Finn Henriksen (1967)
- Min kones ferie, (assistente di regia), di John Hilbart (1967)
- Stormvarsel, di Ib Mossin (1968)
- La pornovergine (Uden en trævl), di Annelise Meineche (1968)
- Ballade på Bullerborg, di Svend Methling (1969)
- Damernes ven, di Annelise Meineche (1969)
- Sangen om den røde rubin, di Annelise Meineche (1970)
- La mazurka le svedesi la ballano a letto (Mazurka på sengekanten), di John Hilbart (1970)
- Tandlæge på sengekanten, di John Hilbart (1971)
- Le svedesi continuavano a ballare… la mazurka a letto (Rektor på sengekanten), di John Hilbart (1972)